# Douglas Glacier
Douglas Glacier är en glaciär i Antarktis. Den ligger i Västantarktis. Argentina, Chile och Storbritannien gör anspråk på området. Douglas Glacier ligger 700 meter över havet.
Terrängen runt Douglas Glacier är huvudsakligen kuperad, men åt sydväst är den platt. Douglas Glacier ligger nere i en dal som går i öst-västlig riktning. Trakten är obefolkad. Det finns inga samhällen i närheten.